# Felicja Kalicka
Felicja Kalicka właśc. Fela (Finkel) Hejman (ur. 9 lipca 1904 w Kaliszu, zm. 6 stycznia 1999) – polska historyk ruchu robotniczego, działaczka komunistyczna, kierownik Biura Sekretariatu KC PPR w latach 1946–1948.

## Życiorys
Urodziła się w rodzinie żydowskiej jako córka Wolfa i Racheli z domu Chwat. Była siostrą Mieczysława Hejmana i Eugenii Brun. Jej mężem był Konstanty Graeser-Kalicki. Była członkiem Komunistycznej Partii Polski, w latach 1939–1945 przebywała w ZSRR. W okresie od stycznia 1946 do września 1948 była sekretarką Romana Zambrowskiego jako kierownika Sekretariatu KC PPR. Następnie pracowała w Wydziale Historii Partii przy KC PZPR i Zakładzie Historii Partii. Była jedną z osób, która w ramach działalności wydawniczej Wydziału Historii Partii wykorzystywała spreparowane materiały dotyczące historii KPP. Autorka haseł w Polskim Słowniku Biograficznym i Słowniku biograficznym działaczy polskiego ruchu robotniczego.
Pochowana na Cmentarzu Wojskowym na Powązkach w Warszawie (kwatera D37-5-5).

## Wybrane publikacje

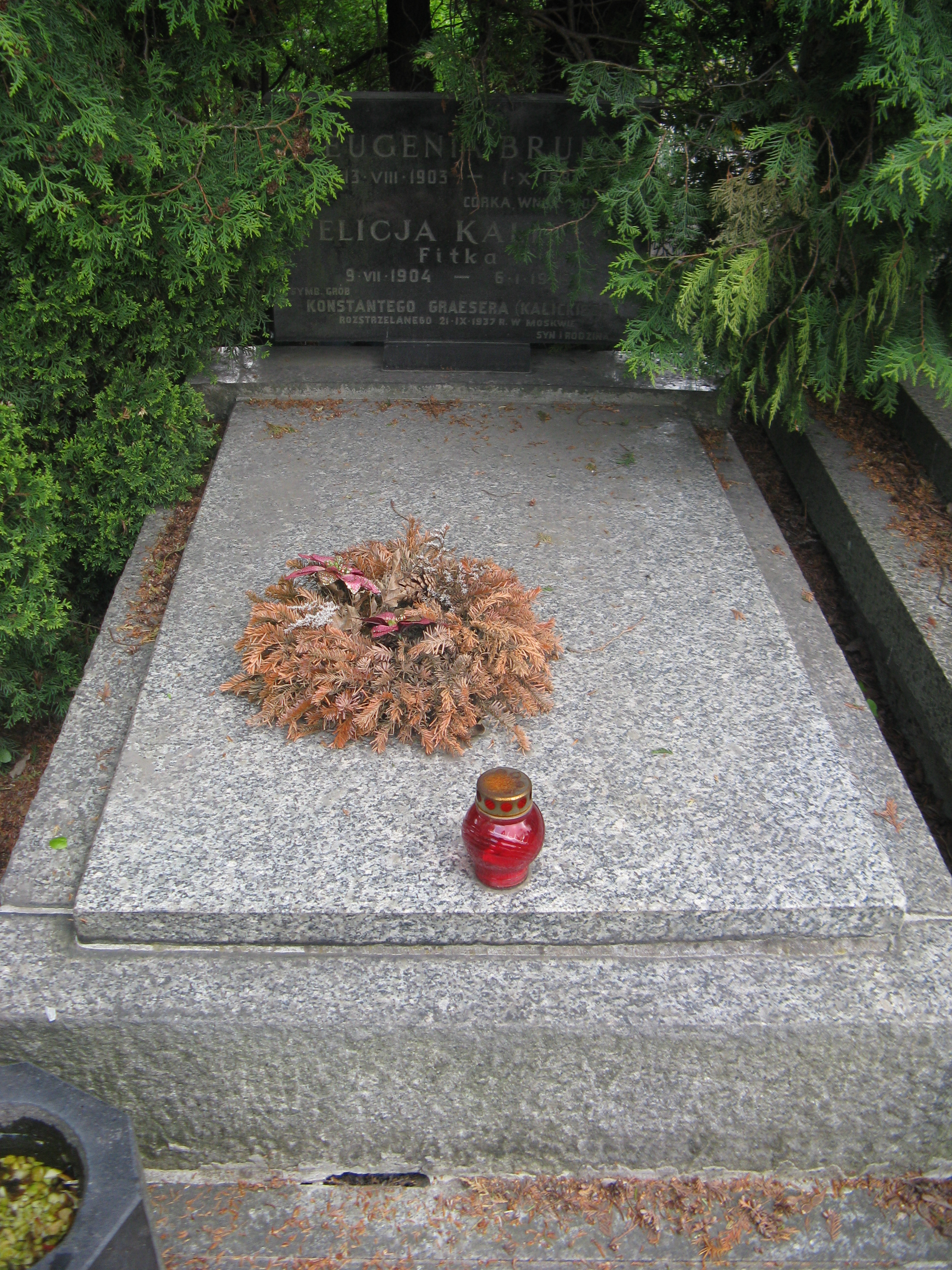
Grób Felicji Kalickiej na Cmentarzu Wojskowym na Powązkach

- Polskie pieśni rewolucyjne z lat 1918–1939, zebr. i przypisami opatrzyła Felicja Kalicka, Warszawa: Książka i Wiedza 1950.
- KPP: wspomnienia z pola walki, oprac. przez kom. red. w składzie: Józef Kowalczyk, Tadeusz Daniszewski, Felicja Kalicka, Warszawa: Książka i Wiedza 1951.
- KPP w obronie niepodległości Polski, kol. red. Józef Kowalski, Felicja Kalicka i Szymon Zachariasz, słowo wstępne Józef Kowalski, Warszawa: Książka i Wiedza 1952.
- Pod rządami bezprawia i terroru: konstytucje, sejmy i wybory w Polsce przedwrześniowej: materiały i dokumenty,  oprac. Jakub Litwin, Felicja Kalicka, Maksymilian Minkowski, Warszawa: Książka i Wiedza 1952.
- KPP: uchwały i rezolucje, t. 1: 1–2 Zjazd (1918–1923), oprac. Felicja Kalicka i Szymon Zachariasz, red. i wstępem zaopatrzył Tadeusz Daniszewski, Warszawa: Książka i Wiedza 1953.
- Powstanie krakowskie 1923 roku, Warszawa: Książka i Wiedza 1953.
- Ludzie KPP, oprac. Felicja Kalicka, Hanna Buczkowa i Halina Bułhakowska, Warszawa: Książka i Wiedza 1954.
- KPP: uchwały i rezolucje, t. 2: 3–4, Zjazd (1924–1929), kol. red. Józef Kowalski, Felicja Kalicka, Szymon Zachariasz, wstęp Józef Kowalski, Warszawa: Książka i Wiedza 1955.
- KPP: uchwały i rezolucje, t. 3: V–VI Zjazd (1929–1938), kolegium red. Józef Kowalczyk, Felicja Kalicka, Szymon Zachariasz, wstępem opatrzył Józef Kowalczyk, Warszawa: Książka i Wiedza 1956.
- Materiały archiwalne do historii stosunków polsko-radzieckich, t. 1: Marzec 1917 – listopad 1918, oprac. Aleksander Zatorski, przy współudziale Felicji Kalickiej, pod red. Natalii Gąsiorowskiej, Warszawa: Książka i Wiedza 1957.
- Problemy jednolitego frontu w międzynarodowym ruchu robotniczym: 1933–1935, Warszawa: Książka i Wiedza 1962.
- Julian Brun-Bronowicz: życie, działalność, twórczość, Warszawa: Książka i Wiedza 1973.
- Międzynarodowa Federacja Związków Zawodowych: Międzynarodówka Amsterdamska 1919–1945 Struktura–Rozwój–Działalność,  Warszawa: Książka i Wiedza 1978.
- Dwa czterdziestolecia mojego życia: wspomnienia 1904–1984, posłowie Feliks Tych, Warszawa: Czytelnik 1989.